# لاسارو وارگاس
لاسارو وارگاس (انگلیسی: Lázaro Vargas؛ زادهٔ ۱۸ ژانویهٔ ۱۹۶۴) بازیکن بیسبال اهل کوبا بود.